# La Espero
| Esperanto |  |
| |  |
| Jazyk |  |
| |  |
| - Akademie esperanta - Gramatika - Slovníky - Esperantologie - Abeceda - Číslovky - Fundamento - lernu! - Letní škola esperanta                                                                             |  |
| |  |
| Organizace |  |
| |  |
| - UEA - TEJO - E@I - EEU - SAT - Český esperantský svaz - Česká esperantská mládež - Esperantské kluby - Katolíci                                                                                           |  |
| |  |
| Dějiny |  |
| |  |
| - Ludvík Lazar Zamenhof - Časová osa - Buloňská deklarace - Ido-schizma - Krize ata/ita - Neutrální Moresnet - Interhelpo - Pražský manifest - Bona Espero - Esperantské město                              |  |
| |  |
| Kultura |  |
| |  |
| - Esperantská setkání - Pasporta Servo - Hudba - Rozhlas - Finvenkismus - Homaranismus - Kabei - Politika - La Espero - Stelo - Symboly (vlajka) - UK - IJK - Esperantista - Rodilí mluvčí - Zamenhofův den |  |
| |  |
| Literatura |  |
| |  |
| - Autoři - Esperantské časopisy - Esperantské slovníky - PIV - Wikipedie - KAEST |  |
| |  |
| Úhly pohledu |  |
| |  |
| - Propedeutická hodnota - Srovnání s idem - Srovnání s interlinguou - Reformy - Odpor vůči esperantu |  |

La Espero (Naděje) je píseň užívaná jako hymna mezinárodního esperantského hnutí. Její text napsal autor jazyka L. L. Zamenhof, hudbu složil Félicien Menu de Ménil. Společně s esperantskou vlajkou patří mezi nejznámější symboly esperanta.

## Text hymny
| Originální text | Český překlad |
| --- | --- |
| En la mondon venis nova sento, tra la mondo iras forta voko; per flugiloj de facila vento nun de loko flugu ĝi al loko. Ne al glavo sangon soifanta ĝi la homan tiras familion: al la mond' eterne militanta ĝi promesas sanktan harmonion. Sub la sankta signo de l' espero kolektiĝas pacaj batalantoj, kaj rapide kreskas la afero per laboro de la esperantoj. Forte staras muroj de miljaroj inter la popoloj dividitaj; sed dissaltos la obstinaj baroj, per la sankta amo disbatitaj. Sur neŭtrala lingva fundamento, komprenante unu la alian, la popoloj faros en konsento unu grandan rondon familian. Nia diligenta kolegaro en laboro paca ne laciĝos, ĝis la bela sonĝo de l' homaro por eterna ben' efektiviĝos. | Na svět přišel nový pocit, světem se šíří silný hlas; na křídlech lehkého vánku nechť letí z místa na místo. Netouží po meči zakrváceném, ale po utužování lidské rodiny: světu věčně válčícímu nabízí svatou harmonii. Pod svatým znamením naděje shromažďují se za mír bojovníci, a rychle roste dílo lidí doufajících. Silně stojí zdi tisíciletí mezi lidmi rozdělenými; však překážky vzdorné budou svatou láskou rozbity. Na základě neutrálního jazyka rozumějíce jeden druhému lidé utvoří ve shodě jeden velký kruh rodinný. Naše pilné společenství se prací za mír neunaví, dokud se pěkný sen lidstva pro věčné požehnání nenaplní. |

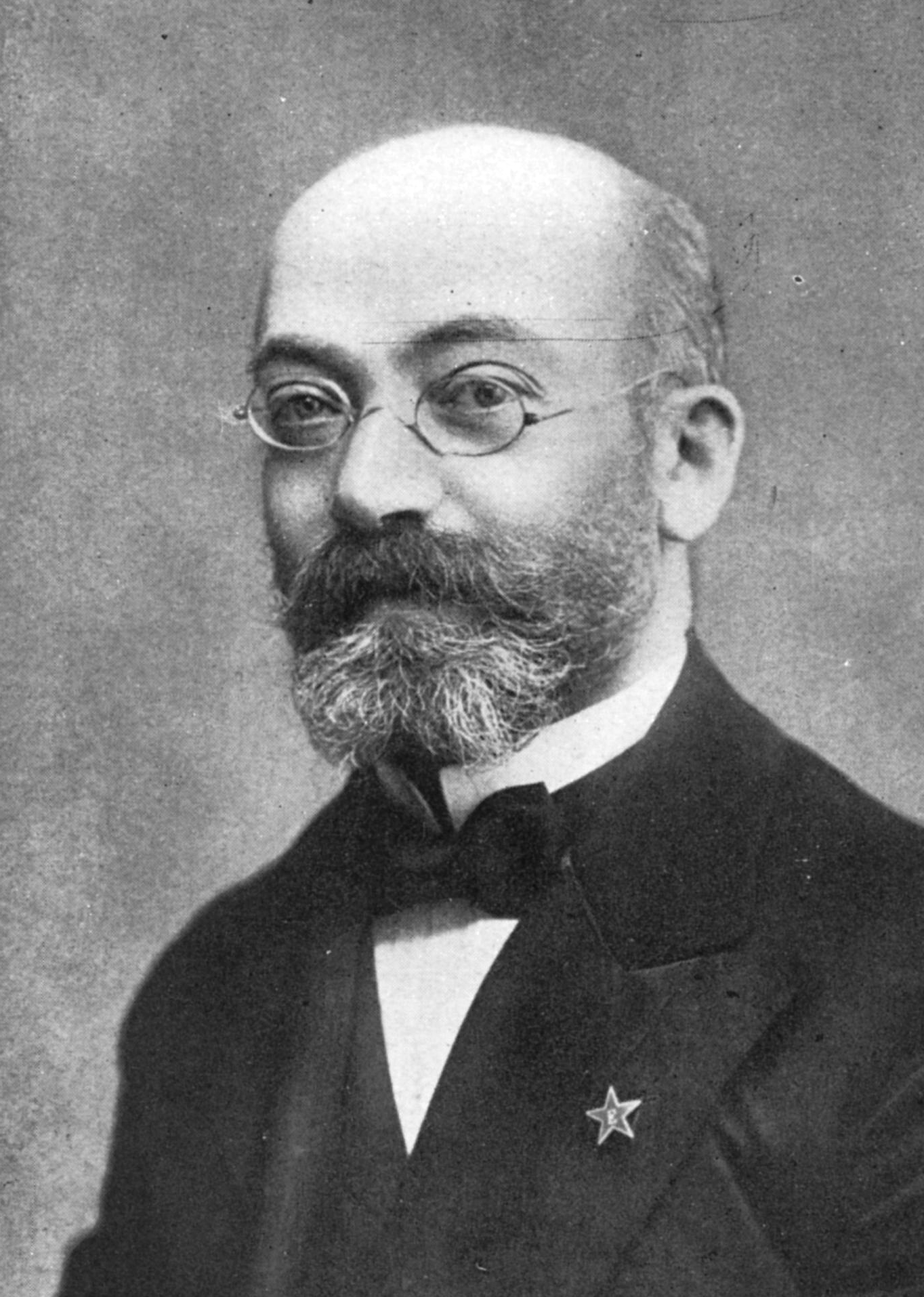
Ludvík Lazar Zamenhof
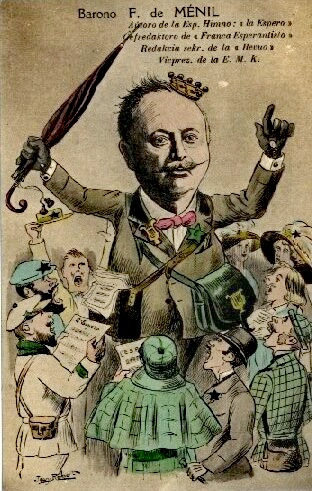
Félicien Menu de Ménil